# لامين لي
لامين لي (بالفرنسية: Yoro Lamine Ly)‏ (27 أغسطس 1988 السنغال - ) هو لاعب كرة قدم سنغالي.

## روابط خارجية
- لامين لي على موقع قاعدة بيانات كرة القدم.إي يو (الإنجليزية)
- لامين لي على موقع ناشيونال فوتبول تيمز (الإنجليزية)
- لامين لي على موقع Soccerway.com (الإنجليزية)
- لامين لي على موقع AS.com (الإسبانية)